# Liste der Stolpersteine in Mücheln (Geiseltal)
Die Liste der Stolpersteine in Mücheln (Geiseltal) enthält alle Stolpersteine, die im Rahmen des gleichnamigen Kunstprojekts von Gunter Demnig in Mücheln (Geiseltal) verlegt wurden. Mit ihnen soll Opfern des Nationalsozialismus gedacht werden, die in Mücheln lebten und wirkten. Die erste Verlegung fand am 7. Mai 2013 statt.

## Liste der Stolpersteine
| Adresse   | Datum der Verlegung | Person | Inschrift                                                                             | Bild | Bild des Hauses |
| --------- | ------------------- | --- | ------------------------------------------------------------------------------------- | --- | --------------- |
| Markt 3 · | 7. Mai 2013         | Rosa Silberstein geb. Schwarz (1889–ca. 1942) Rosa Silberstein stammte aus Mücheln. Am 29. November 1942 wurde sie ins KZ Auschwitz deportiert und dort ermordet. | Hier wohnte ROSA SILBERSTEIN geb. Schwarz Jg. 1889 deportiert 1942 Auschwitz ermordet | Bild gesucht Die Wikipedia wünscht sich an dieser Stelle ein Bild vom Ort mit diesen Koordinaten 51.301603 11.803398 . Motiv: Stolperstein für Rosa Silberstein Falls du dabei helfen möchtest, erklärt die Anleitung , wie das geht. BW |                 |